# Zomba Music Group
Zomba Music Group és una discogràfica nord-americana. Va començar com una empresa que publicava llibres i va canviar al negoci de la música el 1981 com Zomba Recording Corporation. El 1991, BMG va comprar un 25% de la música de Zomba. L'11 de juny de 2002, BMG va comprar la resta de Zomba i es va convertir en la companyia discogràfica més gran del món. Zomba ara és part de Sony BMG Music Entertainment, i té diversos segells: Epidemic Records, LaFace Records, Jive Records, Music For Nations Records, Pinacle Records, Rough Trade Records, Silvertone, Verity Records i Volcano Records (abans Scotti Bros. Records).